# Malaysian Open, Kuala Lumpur
Malaysian Open, Kuala Lumpur – męski turniej tenisowy kategorii ATP World Tour 250 zaliczany do cyklu ATP World Tour. Rozgrywany na kortach twardych w hali w Kuala Lumpur w latach 2009–2015.

## Mecze finałowe

### gra pojedyncza
| Rok  | Zwycięzca          | Finalista         | Wynik               |
| 2015 | David Ferrer       | Feliciano López   | 7:5, 7:5            |
| 2014 | Kei Nishikori      | Julien Benneteau  | 7:6(4), 6:4         |
| 2013 | João Sousa         | Julien Benneteau  | 2:6, 7:5, 6:4       |
| 2012 | Juan Mónaco        | Julien Benneteau  | 7:5, 4:6, 6:3       |
| 2011 | Janko Tipsarević   | Markos Pagdatis   | 6:4, 7:5            |
| 2010 | Michaił Jużny      | Andriej Gołubiew  | 6:7(7), 6:2, 7:6(3) |
| 2009 | Nikołaj Dawydienko | Fernando Verdasco | 6:4, 7:5            |

### gra podwójna
| Rok  | Zwycięzcy                            | Finaliści                            | Wynik             |
| 2015 | Treat Huey Henri Kontinen            | Raven Klaasen Rajeev Ram             | 7:6(4), 6:2       |
| 2014 | Marcin Matkowski Leander Paes        | Jamie Murray John Peers              | 3:6, 7:6(5), 10–5 |
| 2013 | Eric Butorac Raven Klaasen           | Pablo Cuevas Horacio Zeballos        | 6:2, 6:4          |
| 2012 | Alexander Peya Bruno Soares          | Colin Fleming Ross Hutchins          | 5:7, 7:5, 10–7    |
| 2011 | Eric Butorac Jean-Julien Rojer       | František Čermák Filip Polášek       | 6:1, 6:3          |
| 2010 | František Čermák Michal Mertiňák     | Mariusz Fyrstenberg Marcin Matkowski | 7:6(3), 7:6(5)    |
| 2009 | Mariusz Fyrstenberg Marcin Matkowski | Igor Kunicyn Jaroslav Levinský       | 6:2, 6:1          |
| 2015 | Treat Huey Henri Kontinen            | Raven Klaasen Rajeev Ram             | 7:6(4), 6:2       |